# Plexus Solaire
Plexus Solaire ist eine österreichisch-französische Indie-, Pop-, Electronic-, Rock-Band mit Sitz in Wien.

## Geschichte
Das 2004 erschienene Debütalbum „Par Terre - Par Rêve“ brachte die Wiener Band erstmals einem breiteren Publikum näher. Im Jahr 2007 folgte mit „Sans détours“ und der Radiosingle „Malheureux“ ein weiterer Schritt nach vorne: Malheureux landet auf der FM4 Sound Selection 17, das Album erhält durchwegs positive Kritiken, es folgen Konzertreisen zwischen Hochkulturbühnen und überfüllten Festivalgeländen in Österreich und Deutschland. 2011 sind sie Testimonials für den österreichischen Tourismus in Frankreich, 2012 folgt das Album Plexus Solaire, das tolle Kritiken erhält und die Single Les horizons wird ein respektabler Hit und wieder Teil einer FM4 Sound Selection 26.
Im Jahr 2021, nach einer langen Pause, wurde die neue EP Noir erfolgreich veröffentlicht, wobei zwei Songs Teil des Arthouse Film Soundtracks von „Ordinary Creatures“ unter der Regie von Thomas Marschall wurden.
Peter Strutzenberger unterstützt Plexus Solaire seit 2022 am Bass.
Im Jahr 2022 folgte erfolgreich die EP Blanc.
Le dernier métro (Noir), Rendez-vous magique (Blanc) und Day and Night (Rouge) wurden Teil der beliebten Compilation Wien Musik 2021, Wien Musik 2022 bzw. Wien Musik 2023 die vom Wiener Musiklabel monkey. herausgegeben wird.
Im Mai 2023 veröffentlichte Plexus Solaire die gemeinsam mit Max Perner (Garish, Thees Uhlmann) produzierte EP (Rouge)
Der Song „Day and Night“ wurde zur nächsten Radiosingle der Band, diesmal auf Radio Wien.
Im September kam eine weitere EP (Royale) heraus, mit den besten englischen Songs der Band.
Am 24. November 2023 wurde das Album 2123 auf Vinyl veröffentlicht.
Am 14. März 2024 ist im Wiener Chelsea ein Live-Konzert der Wiener Band vorgesehen.

## Diskografie
- 2003: Plexus Solaire (EP, Automat)
- 2004: Par terre - Par rêve (Album, Automat)
- 2007: Sans détours (Album, Pate Records)
- 2012: Plexus Solaire (inkl. Best Of 2003–2010) (Album, Monkeyrecords)
- 2021: Noir (EP, Monkeyrecords)
- 2021: Dreams (Single, Monkeyrecords)
- 2022: Rendez-vous Magique (Single, Monkeyrecords)
- 2022: Blanc (EP, Monkeyrecords)
- 2023: Rouge (EP, Monkeyrecords)
- 2023: Royale (EP, Monkeyrecords)
- 2023: 2123 (Album, Monkeyrecords)